# Bible moralisée

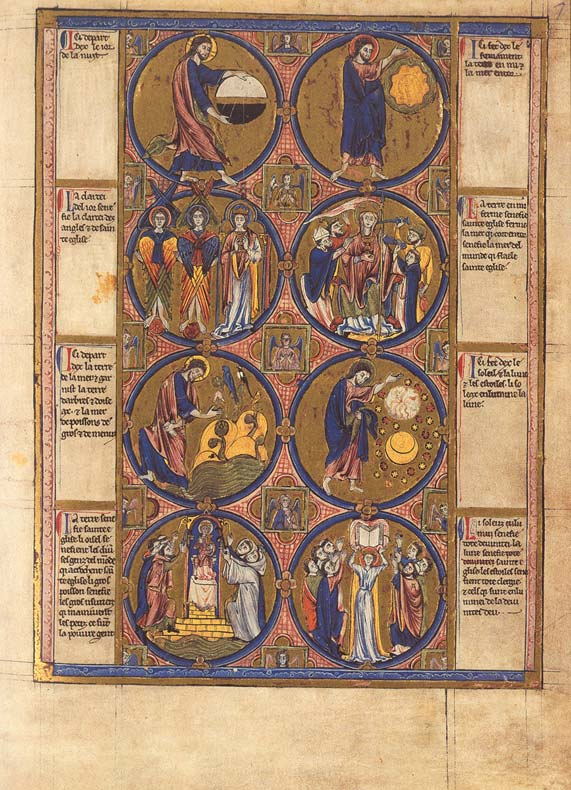
Die Erschaffung der Welt, beginnend links oben mit der Scheidung des Lichtes von der Finsternis, Bible moralisée, Paris, um 1250 (Wien, Österreichische Nationalbibliothek, Codex Vindobonensis 2554)

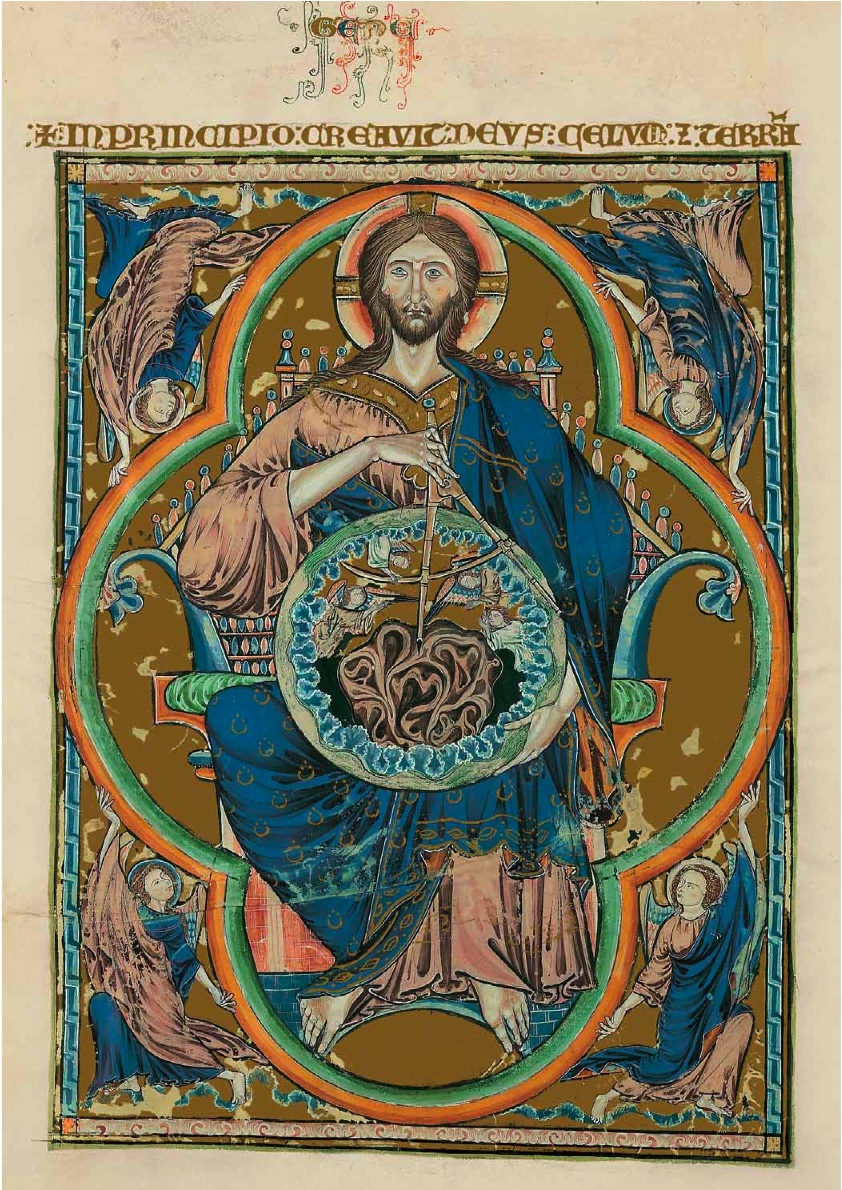
Bibel Ludwigs des Heiligen bzw. Toledo-Bibel, um 1230: Christus als Schöpfer der Welt

Unter Bible moralisée mit dem Titelbild Die Erschaffung der Welt wird ein Typus prächtig illuminierter Handschriften der gotischen Buchmalerei verstanden, in denen Illustrationen der Bibel jeweils typologisch „moralisierende“, das heißt interpretierende, Bilder gegenübergestellt wurden. Der Buchtyp der Bible moralisée entstand um 1220/30 am französischen Hof. Die bis zu 2700 Bilder wurden anfangs mit jeweils vier Bildpaaren, also insgesamt acht paarweise angeordneten Medaillons geordnet. Bei den Bibles moralisées wurden nur die Vorderseiten der Pergamentblätter beschrieben und bemalt.
Heute haben sich insgesamt 14 Handschriften dieses Typus erhalten. Neben reinen Texthandschriften befinden sich reich illuminierte Exemplare, darunter der Codex Vindobonensis 2554 und der Codex Vindobonensis 1179, beide um 1225 entstanden und in der Österreichischen Nationalbibliothek aufbewahrt, die Handschrift Ms. Bodl. 270b in Oxford, Bodleian Library, sowie die Bibel Ludwigs des Heiligen, größtenteils in der Kathedrale von Toledo.